# مجلة طب الأمومة والجنين وحديثي الولادة
مجلة طب الأمومة والجنين وحديثي الولادة هي جريدة طبية يتم مراجعتها من قبل متخصصين تعمل علي تغطية المشكلات الجراحية والطبية والوراثية والصحة النفسية وقت الولادة وتأثيرها علي الأم والجنين. تبرز أهميتها في اختصاصها بالاهتمام بالعناية طبية للأم والجنين خاصة في فترة ما بعد الولادة.